# تایلر (آلاباما)
تایلر، آلاباما (به انگلیسی: Tyler, Alabama) یک منطقهٔ مسکونی در ایالات متحده آمریکا است که در شهرستان دالاس واقع شده‌است.

## خصوصیات
تایلر ۶۱٫۸۸ متر بالاتر از سطح دریا واقع شده‌است.